# デンソー技研センター
株式会社デンソー技研センター（デンソーぎけんセンター）は、愛知県安城市に本社を置いていた企業である。

## 概要
大手自動車部品メーカーデンソーの子会社で、技術者･技能者の育成やデンソー工業学園および技能五輪訓練生の教育訓練を行っていた。
2019年（平成31年）1月1日には、親会社のデンソーに吸収合併されている。

## 拠点
- 本社(デンソー工業学園・技能研修)（愛知県安城市）
- 技術研修所（愛知県大府市）